# Notomulciber bryanti
Notomulciber bryanti là một loài bọ cánh cứng trong họ Cerambycidae.